# Бад-Фрідріхсгалль
Бад-Фрідріксгалль (нім. Bad Friedrichshall) — місто в Німеччині, знаходиться в землі Баден-Вюртемберг. Підпорядковується адміністративному округу Штутгарт. Входить до складу району Гайльбронн.
Площа — 24,70 км2. Населення становить 19 504 ос. (станом на 31 грудня 2020).